# Raynold Oilouch
Raynold B. Oilouch es un político palauano que se desempeñó como vicepresidente de Palaos desde el 19 de enero de 2017 hasta el 21 de enero de 2021, siendo elegido en las elecciones de 2016.En 2024 fue elegido nuevamente a la vicepresidencia en las elecciones del mismo año.
Antes de su mandato como vicepresidente, se desempeñó como senador de Palaos por Ngchesar.
Oilouch tiene una licenciatura en ciencias sociales y económicas de Australia. También ha ejercido la abogacía en Palaos desde 1998.